# The Paul Butterfield Blues Band (album)
The Paul Butterfield Blues Band è il primo album dell'omonimo gruppo, pubblicato dall'etichetta Elektra Records nell'ottobre del 1965 e prodotto da Jac Holzman e Paul Rothchild.

## Tracce
Lato A
1. Born in Chicago – 2:55 (Nick Gravenites)
2. Shake Your Money-Maker – 2:27 (Paul Butterfield)
3. Blues with a Feeling – 4:20 (Walter Jacobs)
4. Thank You Mr. Poobah – 4:05 (Mark Naftalin, Mike Bloomfield, Paul Butterfield)
5. I Got My Mojo Working – 3:30 (McKinley Morganfield)
6. Mellow Down Easy – 3:40 (Willie Dixon)

Lato B
1. Screamin' – 4:30 (Mike Bloomfield)
2. Our Love Is Drifting – 3:25 (Elvin Bishop, Paul Butterfield)
3. Mystery Train – 2:45 (Junior Parker, Sam Phillips)
4. Last Night – 4:15 (Walter Jacobs)
5. Look Over Yonders Wall – 2:23 (John Clark)

## Musicisti
- Paul Butterfield - armonica, voce
- Mike Bloomfield - slide guitar
- Elvin Bishop - chitarra ritmica
- Mark Naftalin - organo
- Jerome Arnold - basso
- Sam Lay - batteria, voce (traccia 5)